# The Long Tomorrow (album)
 (décembre 2017).
Si vous disposez d'ouvrages ou d'articles de référence ou si vous connaissez des sites web de qualité traitant du thème abordé ici, merci de compléter l'article en donnant les références utiles à sa vérifiabilité et en les liant à la section « Notes et références ».
The Long Tomorrow (écrit avec la graphie the long tomorrow sur la couverture de l'album) est un album de bande dessinée de Mœbius. C'est une compilation de plusieurs histoires courtes.

## Histoires

### The Long Tomorrow

#### Caractéristiques
Sur seize planches en couleurs, réparties en deux chapitres, le scénario de Dan O'Bannon repose sur une parodie des polars américains, qui se déroule dans un monde futuriste.
La bande dessinée a été originellement publiée dans le magazine Métal hurlant (numéros 7 et 8) en 1976, puis dans son équivalent américain Heavy Metal. Elle a ensuite été publiée par Les Humanoïdes Associés dans le tome 2 des œuvres complètes de Mœbius en 1981, puis dans l'album The Long Tomorrow (1989) et dans l'album L'homme est-il bon ? (1986).
Elle a notamment inspiré l'univers visuel du film Blade Runner de Ridley Scott. Par ailleurs, un certain nombre d'éléments de l'histoire ont été réutilisés en 1981 dans la bande dessinée L'Incal noir, premier opus de la série L'Incal de Jodorowsky et Mœbius.
The Long Tomorrow est également le titre d'un roman de science-fiction écrit par l'écrivain américaine Leigh Brackett en 1955.

#### Synopsis
L'histoire se déroule dans un futur lointain et indéterminé dans une vaste cité enterrée organisée verticalement en niveaux. Le détective privé Pete Club est mandaté par une jeune femme bourgeoise, pour récupérer des affaires personnelles placées dans un casier de consigne situé dans les bas-fonds de la cité. Pete Club va vite se retrouver entraîné dans l'action et ira de surprise en surprise.

#### Lieux
- Le bureau de Pete Club, situé au 97e niveau
- Le conapt de Dolly Vook de Katterbar, situé au 12e niveau
- La station de sub du 199e niveau
- L'astroport, situé en surface

#### Œufs de Pâques
Des références diverses ont été disséminées dans les dessins à la façon des œufs de Pâques ; citons par exemple :
- planche 3, dernière case : une enseigne porte l'indication « l'ECHO DES SAVA... » évoquant le magazine L'Écho des savanes ;
- planche 12, deuxième case : un document sur le bureau porte en en-tête le mot « CIGURI » évoquant un rite extatique (« lucidogène ») d'ivresse peyotlique des indiens Tarahumaras, décrit par Antonin Artaud[1], et qui désignera le vaisseau spatial du Major Grubert dans la bande dessinée Le Garage hermétique ;
- planche 13, deuxième case : l''expression Rraaa Lovely fait référence à celle souvent utilisée dans la série Rhââ Lovely de Gotlib ;
- le bureau de Pete Club est orné de plusieurs références à Antonin Artaud (article de presse, poster) ;
- le « cerveau du major » fait référence au Major Grubert.

Par ailleurs, certains éléments graphiques viennent rompre par moments le côté « sérieux » de l'histoire pour y apporter une touche de dérision plus ou moins décalée :
- planche 10, deuxième case : un personnage incongru, placé dans la marge à l'extérieur de la case, porte le haut-parleur d'où sort l'annonce d'avertissement (uniquement dans certaines éditions) ;
- planche 11, seconde case : le carénage du réacteur de la fusée qui décolle porte l'inscription « VADONKE » ;
- planche 13, première case : un portrait de souris, dans le style d'un Mickey underground, orne le mur au-dessus du lit ;
- planche 14, deuxième case : une figurine de Mickey est posée sur la table de chevet ;
- planche 15, première case : un nounours est posé sur le rebord d'un meuble.

### Rock City
Une journée sans histoire ou presque pour un habitant de Rock City.

### L'Univers est bien petit
Tormy et son épouse analysent une planète et y retrouvent Labajoue, une de leurs vieilles connaissances.

### Barbe-Rouge et le cerveau-pirate
Un capitaine est en proie à des problèmes à bord de son vaisseau. Il chute et tombe inconscient.

### L'Artefact
Deux hommes de l'espace découvrent un énorme château de sable.

### Approche sur Centauri
scénario : Philippe Druillet.

Un voyage dans l'espace provoque un horrible cauchemar au pilote.

### Variation n°4070 sur "LE" thème
Une explosion nucléaire. Que vont faire les survivants ?

## Personnages principaux
- Pete Club : détective privé (The Long Tomorrow)
- Fy : robot lieutenant de police (The Long Tomorrow)
- Dolly Vook de Katterbar : une dame du douzième niveau (The Long Tomorrow)
- Le tueur de la guilde (The Long Tomorrow)
- L'espion arcturien (The Long Tomorrow)
- Tormy : pilote de l'espace (L'Univers est bien petit)
- Labajoue : naufragé de l'espace (L'Univers est bien petit)

## Commentaires
- Cet album est édité comme troisième volume de la série Mœbius parue en 1989-1990 tout comme Le Garage hermétique, Escale sur Pharagonescia, La Citadelle aveugle, Le Bandard fou, Les Vacances du Major et Arzach. Ces albums compilent les différents récits de Mœbius parus précédements en albums isolés ou dans la collection Mœbius œuvres complètes.

## Éditions
- The Long Tomorrow, Les Humanoïdes Associés, 1989 : Première édition dans la collection Pied Jaloux.